# Hradec (ort i Tjeckien, Vysočina)
Hradec är en ort i Tjeckien.   Den ligger i regionen Vysočina, i den centrala delen av landet, 80 km sydost om huvudstaden Prag. Hradec ligger 454 meter över havet och antalet invånare är 230.
Terrängen runt Hradec är huvudsakligen platt, men söderut är den kuperad. Runt Hradec är det ganska tätbefolkat, med 83 invånare per kvadratkilometer. Närmaste större samhälle är Ledeč nad Sázavou, 1,8 km sydväst om Hradec. I omgivningarna runt Hradec växer i huvudsak blandskog.